# Władysław Tarnowski
Władysław Tarnowski de Leliwa (Wróblewice, Austria, 4 de junio de 1836- en la costa de San Francisco, California, 19 de abril de 1878) fue un compositor, pianista, poeta y dramaturgo el ocaso del Romanticismo. Pseud. literarias Ernest Buława.

## Biografía
Conde. Hijo de Walerian y Ernestyna Tarnowski de Wróblewice.
Fue educado en Lviv y Cracovia en la escuela secundaria y en las facultades de derecho y filosofía en la Universidad de Cracovia. Músico alumno: D. Auber, I. Moscheles, E.F. Richter y F. Liszt. Viajero. Murió de un ataque al corazón. 

Él visitó España en 1866, que le inspiró a que poemas, traducciones (Johann Gottfried Herder Cyd pod Ferdynandem Wielkim), y componer música (ópera Achmed oder der Pilger der Liebe).

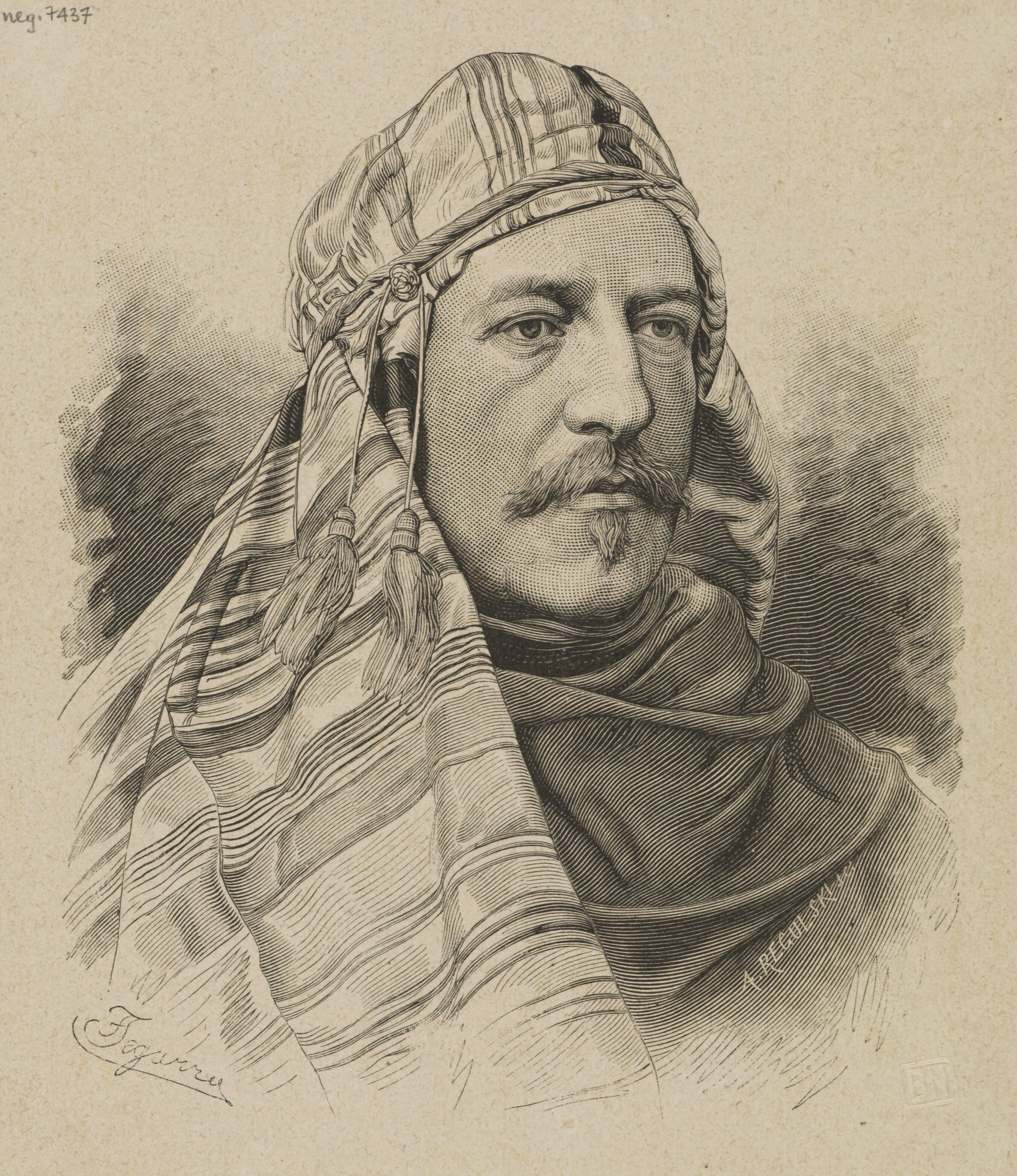
Władysław Tarnowski en árabe tocado durante el viaje, (Fr. Tegazzo y A. Regulski, 1878).

## Composiciones[6][7][8]
- Cámara:
  - Quatour Ré-majeur pour Deur Violons, Viola et Violoncelle (Cuarteto de cuerda en re mayor) [9]
  - Fantasia quasi una sonata (para violín y piano)[10]
  - Souvenir d’un ange (para violín y piano) (1876)

- Piano:
  - 3 mazurki (3 Mazurkas, ~1870)
  - 2 pieces: Chart sans paroles y Valse-poeme ( ~1870)
  - Deux Morceaux : Fantaisie-Impromptu, Valse-poême Composés et dediés à son ami Edmond de Michalowich
  - Impromptu „L’adieu de l’artiste” (~1870)[11]
  - Symfonia d’un drammo d’amore [12]
  - Sonate à son ami Zawadzki (~1875)[13]
  - Grande polonaise quasi rapsodie symphonique (~1875)
  - Extases au Bosphor, fantasie rapsodie sur les melodies orientales op. 10 (~1875)
  - Polonez dla Teofila Lenartowicza (1872 r.)[14]
  - Grande Polonaise I à son ami T. Lenartowicz (1874)
  - Marsz żałobny z osobnej całości symfonicznej poświęcony pamięci Augusta Bielowskiego (1876)[15] Partitura en Wikisource (pl)
  - Ave Maria ("Album Muzeum Narodowego w Rapperswyllu", 1876, pág. 577-578.), (Variaciones: para coro y órgano; y para cuarteto de cuerdas)

- - Pensée funebre [16]
  - Andantino pensieroso (publicado después de la muerte del autor en: "Echo Muzyczne", 17 XII 1878)[17]

- - Nocturnos y romances:
    - Nocturne dédié à sa soeur Marie[18][19]
    - Nuit sombre[20]
    - Nuit claire[20]

- Cantos:
  - A kto chce rozkoszy użyć  o Jak to na wojence ładnie (1863).[21]
  - Cypryssen 5 characterische Gesänge, que contiene cinco canciones, 1. Herangedämmert kam der Abend canción al poema de Heinrich Heine, Die Perle, 3. Die Schwalben, 4. Im Тгаum sah ich das Lіеbсhеn canción al poema de Heinrich Heine, 5. Ich sank verweint in sanften Schlummer,[22] (1870)

- - Neig, o Schöne Knospe[23]

- - Kennst du die Rosen (~1870)[24]

- - Du buch mit Siegen Siegeln  y Ob. Du Nun ruhst..  (~1870)[25]

- - Still klingt das Glöcklein durch Felder (~1875)

- - Zwei Gresänhe: Klänge Und Schmerzen y Nächtliche Regung (~1870)
  - Mein Kahn
  - Au soleil couchant (1873) canción al poema de Victor Hugo[26]
  - Alpuhara (1877, La Alpujarra) canción al poema de Adam Mickiewicz.[27][28]
  - Strofa dello Strozzi e la risposttadi Michalangelo[29]

- Escénico:
  - Achmed oder die Pilger Liebe (Achmed, czyli pielgrzym miłości, <Ahmed, el peregrino de amor>, a su propio libreto, ~1875)[30]
  - Karlińscy (música para teatro su propio arte, 1874)

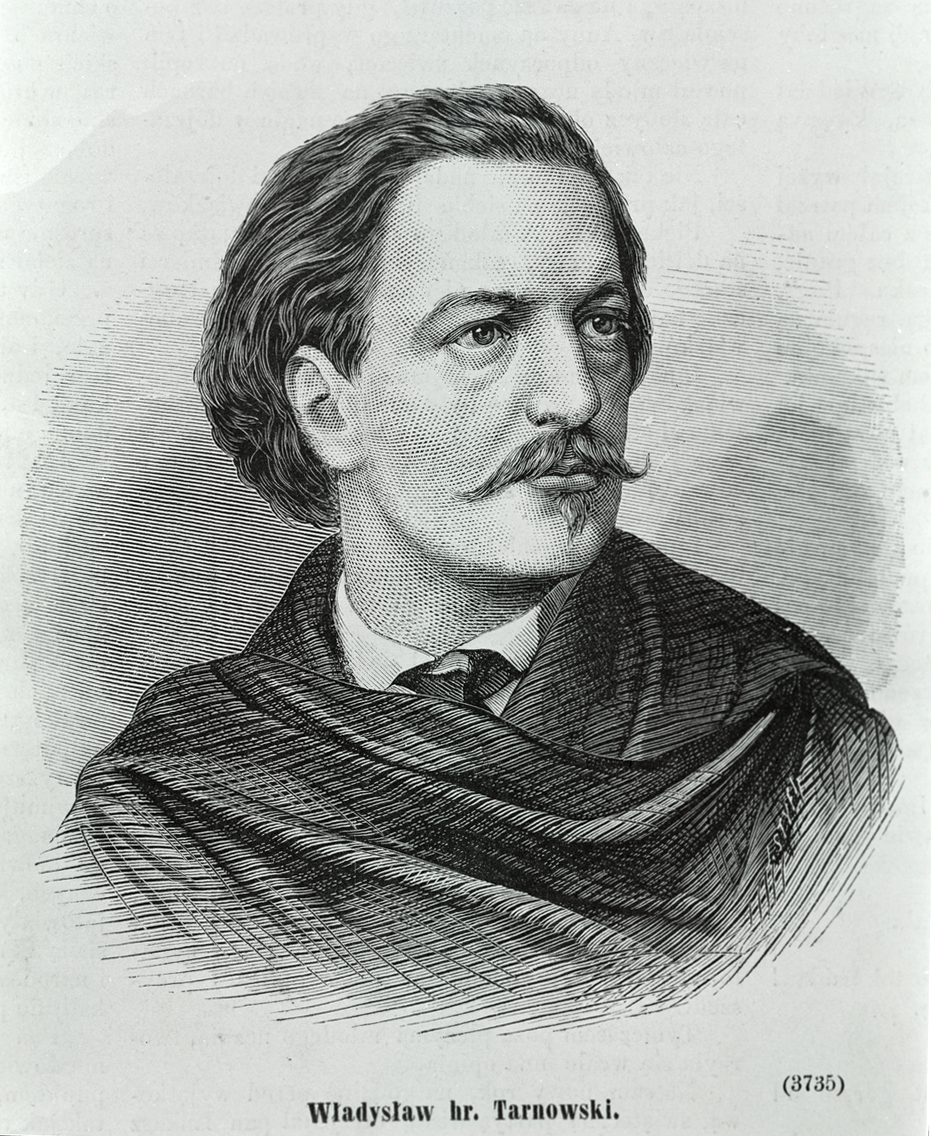
Władysław Tarnowski, (Jan Styfi, 1877).

  - Joanna Grey (música para teatro su propio arte, 1875)

## Obras literarias (más importantes)

### Poesía[3][31]
- Poezye studenta (tomo 1-4, 1863-1865)
- Krople czary (1865)[32]
- Szkice helweckie i Talia (1868)
- Piołuny (1869)
- Nowe poezye (1872)

### Dramas[3]
- Izaak (1871)[33]
- Karlińscy (1874)[34]
- Joanna Grey (1874)[35]

### Ópera
- Achmed oder Pilger Liebe (libreto, 1875)[36]

1. ↑   Genealogia Tarnowskich
2. ↑  PoesíaPamięci J.K. Turskiego.
3. 1 2 3 4  Biografia en Nowy Korbut, Instytutu Badań Literackich PAN, druk Państwowy Instytut Wydawniczy, 1982, tomo 16, parte 1, pág. 25.
4. ↑  Encyklopedia muzyczna, PWM, Warszawa, 2009.
5. ↑  Encyklopedia muzyki, PWN, Warszawa, 2001.
6. ↑  Encyklopedia muzyczna, PWM, Warszawa, 2009.
7. ↑  Encyklopedia muzyki PWN, warszawa, 2001.
8. ↑  Sir George Grove (red. Stanley Sadie) „The New Grove Dictionary of Music and Musicians” (II wydanie), tomo 25 (Taiwan to Twelwe Apostles), 2001, pág. 103-104.
9. ↑   Partitura en IMSLP/Petrucci Music Library
10. ↑  «Fantaisie quasi Sonate pour Piano et Violon (sur quelques themes d’un opera inedit) dediee a Madame P. Garczynska par Ladislas Tarnowski. (Part., St.) - Vienne; V. Kratochwill o.J. V.K.100. 33, 8 S.». Archivado desde el original el 19 de abril de 2015. Consultado el 18 de abril de 2013.
11. ↑  «L’Adieu de l’Artiste. Impromptu pour le piano. en Österreichischen Nationalbibliothek». Archivado desde el original el 29 de noviembre de 2014. Consultado el 18 de abril de 2013.
12. ↑  „Biblioteka warszawska : pismo poświęcone naukom, sztukom i przemysłowi”, t. 2, 1871, pág. 499.
13. ↑  «Sonate pour Piano composée et dediéé à son ami Br. Zawadzki.  en Österreichischen Nationalbibliothek». Archivado desde el original el 19 de abril de 2015. Consultado el 18 de abril de 2013.
14. ↑  „Listy Teofila Lenartowicza do Tekli Zmorskiej 1861-1893”, Państwowe Wydawnictwo Naukowe, Warszawa, 1978, Epistola 57 z 13 VII 1872, pág. 114.
15. ↑  Biblioteka Narodowa, syg. Mus.III.154.380.
16. ↑  „Ruch Literacki”, n.° 21, 25 V 1878, pág. 334.”
17. ↑  Partitura Andantino pensieroso en CBN Polona
18. ↑  Sir George Grove (edited by Stanley Sadie) „The New Grove Dictionary of Music and Musicians”, II edition, Tomo 25 (Taiwan to Twelwe Apostles), 2001, pág. 103-104.
19. ↑  «Nocturne pour Piano. A sa soeur Marie. en Österreichischen Nationalbibliothek». Archivado desde el original el 29 de noviembre de 2014. Consultado el 18 de abril de 2013.
20. 1 2  Adolf Hofmeister,”Handbuch der musikalischen Litteratur”, Adolf y Friedrich Hofmeister, tomo 1860-67, pág. 260.
21. ↑  «Copia archivada». Archivado desde el original el 9 de mayo de 2014. Consultado el 15 de abril de 2014.
22. ↑   Archivado el 12 de marzo de 2014 en Wayback Machine..
23. ↑  «Neig o schöne Knospe. Lied von Mirza Schaffy componirt für eine Singstimme mit Begleitung des Pianoforte. Fräulein L. Ramann gewidmet. en Österreichischen Nationalbibliothek». Archivado desde el original el 29 de noviembre de 2014. Consultado el 18 de abril de 2013.
24. ↑  «Kennst du die Rosen. Lied für eine Singstimme mit Begleitung des Pianoforte gedichtet und componirtund seinem Freunde Professor Angelo von Gubernatis zugeeignet. en Österreichischen Nationalbibliothek». Archivado desde el original el 17 de octubre de 2014. Consultado el 18 de abril de 2013.
25. ↑  «Zwei Gesänge mit Begleitung des Pianoforte (Text von Ludwig Foglár). I. Du Buch mit sieben Siegeln. II. Ob du nun ruhst. en Österreichischen Nationalbibliothek». Archivado desde el original el 19 de abril de 2015. Consultado el 18 de abril de 2013.
26. ↑  „Biblioteka warszawska : pismo poświęcone naukom, sztukom i przemysłowi”, t. 2, 1873, pág. 352.
27. ↑  „Kłosy”, n.° 623, 26 V (7 VI) 1877, pág. 268-9.
28. ↑   Agaton Giller Podróż artystyczna Władysława Tarnowskiego w Saksonji en: Ruch Literacki, n.° 17, 21 IV 1877, pág.
29. ↑  Franz Pazdírek “Uniwersal Handbuch der Musikliteratur.”, tomo XI (Sinoir-Vege), Frits Knuf Hilversum, 1967 (Unchange reprint oft he original edition Vienna, 1904-1910), s. 575-576.
30. ↑  Achmed oder die Pilger der Liebe.  en Österreichischen Nationalbibliothek
31. ↑  Encyklopedia literatury, PWN, Warszawa, 2007.
32. ↑  Krople czary en lengua polaca en Google Books.
33. ↑  Izaak en lengua polaca.
34. ↑  Karliscy en lengua polaca.
35. ↑  Joanna Grey en lengua polaca.
36. ↑  Biografia en Nowy Korbut, Instytutu Badań Literackich PAN, druk Państwowy Instytut Wydawniczy, 1982, tomo 16, parte 1, pág. 26.